# Labrinth
Тимоти Ли Макензи (енгл. Timothy Lee McKenzie; 4. јануар 1989), познатији под псеудонимом Labrinth (транскр.  Лабринт), је енглески музичар, певач, текстописац, репер и музички продуцент.

## Дискографија
- Electronic Earth (2012)
- Imagination & the Misfit Kid (2019)